# Obujam cilindra
Obujam cilindra, obujam poviše čela klipa u cilindru kada se klip nalazi u DMT. 
Obujam je cilindra stoga jednak:
{\displaystyle V_{c}=V_{k}+V_{s}=(h+s){\frac {d^{2}\times \pi }{4}}}
gdje je:
Vc – obujam cilindra
Vk – obujam kompresije
Vs – obujam stapaja
h – srednja udaljenost između čela klipa i glave motora kada je klip u GMT
s – stapaj
d – promjer cilindra